# Wapen van Sergipe

Het huidige wapen van Sergipe

Het wapen van Sergipe werd in 1632 voor het eerst aangenomen. Het huidige wapen werd in 1892 aangenomen door de huidige Braziliaanse staat Sergipe.

## Omschrijving
Het wapen in zijn huidige vorm is op 5 juli 1892 aangenomen per wet nr. 2. Het wapen ziet er als volgt uit:
In de verte een landschap met heuvels en bomen en een Braziliaanse Indiaan die in een luchtballon stapt waarop staat geschreven PORVIR (toekomst); in de voet een lint met daarop het motto SUB LEGE LIBERTAS (Vrijheid onder de wet) en de datum 18 MEI 1892.
In het eerste wapen was het lint blauw, in het huidige wapen is het rood. Ook wordt het oude embleem geflankeerd door een stengel suikerriet en een tak van een katoenplant. In het huidige wapen worden die niet meer gebruikt.

## Geschiedenis
Het eerste wapen betrof een wapen dat gedurende Nederlands-Brazilië werd aangenomen. Het betrof een blauw schild met daarop een gouden zon met zonnestralen met in de schildvoet drie gouden kronen van drie bladeren staande 1 en 2. Dit wapen werd in 1645 vervangen toen het gebied weer door Portugal ingenomen werd.
Na de bevestiging van het wapen in 1892 werd het eenmalig licht aangepast: het lint is nu rood en de krans om de voorstelling is verwijderd.

## Voorgaande wapens
De volgende wapens werden in verschillende voorgaande periodes gebruikt, op chronologische volgorde zijn dat:

Het wapen uit de Nederlandse koloniale periode
Het wapen van Sergipe uit de Portugese koloniale periode
Het wapen zoals in 1892 ontworpen